# Алессандро Барікко
Алесса́ндро Барі́кко  (італ. Alessandro Baricco; нар. 25 січня 1958, Турин) — італійський письменник, драматург, журналіст, есеїст, літературний і музичний критик. Романи письменника перекладені багатьма мовами.

## Життєпис
Алессандро Барікко народився 25 січня 1958 року в Турині.
Отримав ступінь з філософії під керівництвом Джанні Ваттімо. По закінченні консерваторії за класом фортепіано, Барікко опублікував два есе з музичної критики: "Втеча генія. Про музичний театр Россіні "(Il genio in fuga. Sul teatro musicale di Rossini, 1988) про Джоаккіно Россіні та «Душа Гегеля і вісконсінські корови» (L'anima di Hegel e le mucche del Wisconsin, 1993) про зв'язок музики з сучасністю. Згодом працював музичним критиком в газетах La Repubblica і La Stampa й вів ток-шоу на каналі Rai Tre.
Барікко дебютував у літературі з романом «Замки гніву» в 1991 році. У 1993 році став одним із співзасновників школи письменницької майстерності в Турині, яка була названа Школою Голдена (Scuola Holden) на честь головного героя романа Дж. Д. Селінджера «Ловець у житі» Голдена Колфілда. Наразі в школі проводиться багато курсів з різних технік письма: від створення сценаріїв до журналістики, від розробки сюжетів відеоігор до написання романів та оповідань. У колі викладачів школи побували видатні письменники.
У наступні роки Барікко став широковідомим по всій Європі, його книги були на перших місцях у списках бестселерів в Італії та Франції. У 1993 році за роман «Море-океан» Барікко отримав премію Віареджо. Широке визнання отримала екранізація його театрального монологу «Легенда про піаніста»(1994), здійснена в 1998 році володарем «Оскара» режисером Джузеппе Торнаторе.
Барікко також працював з французькою групою Air; їхній спільний реліз «City Reading» являє собою читання роману Барікко «City» під акомпанемент. У 2003 році Барікко переїхав з Турина в Рим, де й живе в даний час з дружиною — журналісткою Барбарою Франдіно — та сином Самуеле.
У 2007 році за однойменним романом письменника на екрани вийшов фільм «Шовк», головні ролі в якому виконали Майкл Пітт і Кіра Найтлі. Ілюстрації для французького видання книги зробила художниця Ребекка Дотрмер. У 2008 році Барікко дебютував у ролі режисера з фільмом «21-я лекція», присвяченим Дев'ятій симфонії Бетховена.

## Твори

### Романи
- Замки гніву / Castelli di rabbia (1991)
- Море-океан / Oceano Mare (1993)
- Легенда про піаніста / Novecento (1994) (театральний монолог)
- Шовк / Seta (1996, укр. переклад 2016)
- City (1999)
- Без крові / Senza sangue (2002, укр. переклад 2010)
- Гомер. Іліада / Omero. Iliade (2004 рік)
- Така історія / Questa storia (2005, укр. переклад 2010)
- Еммаус / Emmaus (2009)
- Містер Гвін / Mr Gwyn (2011 рік)
- Тричі на зорі / Tre volte all'alba (2012 рік)
- Smith & Wesson (2014 рік)
- Юна наречена / La Sposa giovane (2015 рік)
- Гра / The Game (2019)

### Сценарії
- 1900. Монолог / Novecento. Un monologo (Feltrinelli, 1994)
- Іспанська партія / Partita spagnola (с Лючией Моизио) (Dino Audino, 2003)

### Нариси і серії статей
- Il genio in fuga. Sul teatro musicale di Rossini (Il Melangolo, 1988 — Einaudi, 1997)
- L'anima di Hegel e le mucche del Wisconsin (Garzanti, 1993 — Feltrinelli, 2009)
- Barnum. Cronache dal Grande Show (Feltrinelli, 1995) ISBN 88-07-81346-7
- Barnum 2. Altre cronache del Grande Show (Feltrinelli, 1998)
- Next. Piccolo libro sulla globalizzazione e il mondo che verrà (Feltrinelli, 2002)
- I barbari. Saggio sulla mutazione (Fandango 2006 — Feltrinelli, 2008)

### Різне
- Nota introduttiva e postfazione di Cuore di Tenebra, di Joseph Conrad, Universale Economica Feltrinelli, 1995
- Totem, con Gabriele Vacis e Ugo Volli, Fandango Libri, 1999
- Totem 1 + videocassetta, con Gabriele Vacis, Rizzoli, 2000
- Totem 2 + videocassetta, con Gabriele Vacis, Rizzoli, 2000
- Introduzione a Chiedi alla polvere di John Fante, Einaudi 2003
- Le scatole di Totem, Holden Libri 2002
- City Reading — Tre storie western, CD con gli Air, Virgin 2003
- Totem. L'ultima tournée, Baricco, Vacis, Tarasco, Einaudi 2003
- City reading project. Lo spettacolo a Romaeuropa Festival, Rizzoli 2003
- La sindrome Boodman, Linea D'Ombra